# 구리다촌
구리다촌(栗田村)은 후쿠오카현 아사쿠라군에 있던 촌이다. 현재의 지쿠젠정의 일부에 해당한다.

## 역사
- 1889년 4월 1일 - 정촌제 시행에 의해 야스군 구리다촌이 성립하였다.
- 1896년 4월 1일 - 조자군, 게자군과 합병해 아사쿠라군 성립해 동군이 되었다.
- 1908년 9월 1일 - 오미와촌과 합병해 미와촌이 성립하여 소멸하였다.

## 참고문헌
- 角川日本地名大辞典 40 福岡県
- 『市町村名変遷辞典』東京堂出版、1990年。